# Deflatoire maatregelen
Deflatoire maatregelen zijn maatregelen, die een overheid of een centrale bank neemt om de inflatie te beteugelen. Voorbeelden hiervan zijn:
- Belastingmaatregelen: door de inkomstenbelasting te verhogen wordt de vraag geremd en zullen de prijzen dalen. Door de indirecte belastingen (btw, accijnzen) te verlagen, zal de marktprijs van een product lager worden vanwege de concurrentie.

- Importremmende en exportbevorderende maatregelen: door de import extra te belasten en de export te bevorderen zal de geïmporteerde inflatie afnemen.

- Aantrekkelijker maken van het vestigingsklimaat: door startpremies, belastingvoordelen voor ondernemers e.d. zal de productiecapaciteit toenemen.

- Verhogen van de rente: wanneer de centrale bank de rente verhoogt zullen er minder kredieten verstrekt worden en zal de vraag afgeremd worden, met een neerwaarts effect op de prijzen.

- Het doorbreken van de loon-prijsspiraal: door een overeengekomen loonpauze tussen werkgevers, werknemers en overheid, of in ieder geval loonmatiging, wordt voorkomen dat een loonstijging leidt tot stijging van de prijzen, doordat de hoge lonen in de prijzen worden doorberekend en doordat de vraag toeneemt.